# Ernest Guimond
Ernest Guimond est un acteur et écrivain québécois, né le 23 décembre 1897 à Sorel (Canada) et mort à Montréal le 22 juin 1977.

## Biographie
Né à Saint-Pierre-de-la-Rivière-du-Sud, Ernest Guimond est déjà considéré comme un professionnel du théâtre à 18 ans.
Il est engagé en 1915 au Théâtre Canadien, puis par la suite travaille au Théâtre Family  avec Fred Barry, Damase DuBuisson, J.R. Tremblay et Julien Daoust. 
Au début des années 1920, il travaille avec Albert Duquesne et Fred Barry au Théâtre Chanteclerc (Montréal) où il joue des pièces de répertoires. Il écrit pour cette scène son premier mélodrame, Le Martyre d'une mère en 1922, qui sera repris à la radio en 1935 sous le titre de Mère, qu'as-tu fait?.
Puis, avec Paul Cazeneuve, il travaille au Théâtre National de Montréal jusqu'en 1926. En 1927, il rencontre Sacha Guitry qui l'encourage à poursuivre sa carrière de dramaturge et de comédien.
Il écrit alors des pièces qui sont montées à Montréal mais aussi en tournée à travers le Québec. Le Secret de la carmélite  obtient entre autres un vif succès alors que cette pièce est présentée 250 fois. À partir de 1933, il devient scripteur à la radio. Il publie 3 romans dans les années 1930.
Entre-temps, il joue pour le Théâtre L'Équipe de Pierre Dagenais. Dès 1942, il s'oriente vers l'interprétation de rôles à la radio et poursuit une carrière à CKAC comme comédien jusqu'à la venue de la télévision. Il tient dès lors le rôle de l'oncle Zéphir dans la trilogie télévisée de Germaine Guèvremont qui, pendant 6 ans, a largement influencé la programmation des années 1950 soient Le Survenant (1954-1957,1959-1960), Au chenal du moine (1957-1958) et Marie-Didace (1958-1959). Il jouera le même personnage dans le film Le Survenant (1957).
Il joue pour plusieurs œuvres de Robert Choquette mais aussi dans Les Enquêtes Jobidon et dans Rue de l'anse. Entre 1968 et 1977, il obtient plusieurs rôles secondaires dans la programmation de CFTM-TVA.
Ernest Guimond meurt à Montréal le 22 juin 1977 à l'âge de 79 ans.

## Filmographie
- 1949 : Le Curé de village : Le père Jodoin
- 1953- 1959 : La Famille Plouffe (série télévisée) : Alphonse Tremblay
- 1954 - 1960 : Le Survenant (série télévisée) : Oncle Zéphir
- 1956 : Le Vieux bien
- 1957 : Le Survenant (film) : Oncle Zéphyr
- 1957 - 1958 : Au chenal du moine (série télévisée) : Oncle Zéphir
- 1958 - 1959 : Marie-Didace (série télévisée) : Oncle Zéphir
- 1962 - 1964 : Les Enquêtes Jobidon (série télévisée) : Firmin Beausoleil
- 1963 - 1965 : Rue de l'anse (série télévisée) : Baptiste Beaupré
- 1967 : Le Grand Rock
- 1967 : Lecoq et fils (série télévisée)
- 1968 : The Waterdevil
- 1968 : Le Paradis terrestre (série télévisée) : Aurèle Sirois
- 1968 : Les Belles Histoires des pays d'en haut (série télévisée): Le plaideux (nommé aussi: le père Théo) «Une seule apparition, le 23 décembre 1968»
- 1970 : A la branche d'Olivier (série télévisée)
- 1971 : Le Martien de Noël : Le père Bonneville / Storekeeper
- 1971 : L'Amour en communauté (Pile ou face)
- 1972 : La Vraie Nature de Bernadette : Moise
- 1973 : La Mort d'un bûcheron
- 1974 : Qui perd gagne (TV) : Octave Lamouche
- 1975 : Y'a pas de problème (série télévisée) : Oncle Henri
- 1976 : Chère Isabelle (série télévisée) : Le père d'Isabelle
- 1977 : Monsieur Zéro (TV) : Le vieil homme chauve